# Dirk Uittenbogaard
Dirk Uittenbogaard (* 8. Mai 1990 in Amsterdam) ist ein niederländischer Ruderer, der 2016 Olympiadritter mit dem Achter war. 2021 wurde er Olympiasieger im Doppelvierer.

## Sportliche Karriere
Der 1,98 m große Ruderer belegte bei den Junioren-Weltmeisterschaften 2007 den siebten Platz im Doppelzweier. Bei den Junioren-Weltmeisterschaften 2008 gewann er mit dem Doppelvierer die Bronzemedaille. 2009 belegte Uittenbogaard mit dem Doppelvierer den neunten Platz bei den U23-Weltmeisterschaften, 2010 erreichte er im Einer den fünften Platz und 2011 war er Sechster im Doppelzweier. In seinem letzten Jahr in der U23-Altersklasse ruderte er 2012 auf den vierten Platz im Doppelzweier. 
2013 belegte Uittenbogaard mit dem niederländischen Doppelvierer sowohl bei den Europameisterschaften als auch bei den Weltmeisterschaften 2013 den achten Platz. 2014 gewann er im Einer beim Weltcup in Sydney. Bei den Europameisterschaften erreichte er den fünften Platz im Doppelzweier. 2015 wechselte Uittenbogaard vom Skull- zum Riemenrudern und gewann mit dem niederländischen Achter bei den Weltmeisterschaften 2015 die Bronzemedaille hinter den Briten und den Deutschen. 2016 siegte der niederländische Achter bei den Weltcupregatten in Varese und Luzern. Dazwischen belegte der Achter den sechsten Platz bei den Europameisterschaften. Bei den Olympischen Spielen in Rio de Janeiro erkämpfte der niederländische Achter mit Dirk Uittenbogaard, Boaz Meylink, Kaj Hendriks, Boudewijn Röell, Olivier Siegelaar, Tone Wieten, Mechiel Versluis, Robert Lücken und Steuermann Peter Wiersum die Bronzemedaille hinter den britischen Weltmeistern und den deutschen Europameistern.
2017 trat Uittenbogaard im Weltcup mit dem Zweier ohne Steuermann an, startete aber nicht bei internationalen Meisterschaften. 2018 kehrte er zum Skullrudern zurück. Der niederländische Doppelvierer mit Dirk Uittenbogaard, Stef Broenink, Koen Metsemakers und Abe Wiersma belegte den fünften Platz sowohl bei den Europameisterschaften als auch bei den Weltmeisterschaften. 2019 wechselte Broenink in den Einer und Tone Wieten ergänzte den Doppelvierer. Die Niederländer gewannen den Titel bei den Europameisterschaften in Luzern vor den Italienern. Bei den Weltmeisterschaften in Linz siegten die Niederländer vor den Polen und den Italienern. In der gleichen Besetzung siegten die Niederländer auch 2020 bei den Europameisterschaften in Posen. Nachdem die Niederländer bei den Europameisterschaften 2021 Zweite hinter den Italienern waren, siegten sie bei den Olympischen Spielen in Tokio vor den Briten und Australiern.